# 陳省華
陈省华（939年—1006年），字善则，阆州阆中（今四川省南充市阆中市）人，北宋大臣。官至光禄寺卿、权知开封府事，追赠太子少师。

## 生平
陈省华祖籍河朔，祖父陈翔曾任阆州新井县令，遂落籍于阆州首县阆中县。陈省华早年曾任后蜀西水县尉，宋太祖灭后蜀之后，出任陇城县主簿，升为栎阳县令，再平调为楼烦县令。宋太宗端拱二年（989年），陈省华长子陈尧叟考中状元，宋太宗特召时任楼烦县令的陈省华回京担任太子中允，与长子陈尧叟同日赐绯银鱼袋。陈省华先判三司都凭由司，后为盐铁判官，升为殿中丞。后出任郓州知州，不久升为京东路转运使。又越级提拔为祠部员外郎、苏州知州，赐紫金鱼袋；又转为户部员外郎、吏部员外郎，改任潭州知州。陈省华有治事之才，又回京管理左藏库，再管理吏部南曹，升为鸿胪少卿。宋真宗景德初年，陈省华权知开封府，升光禄卿。陈省华三子皆考中进士，且两子先后为状元，闻名朝野。景德年间（1004年—1007年），陈省华与长子陈尧叟、次子陈尧佐、三子陈尧咨同朝为官，孙辈任官者十余人，宗族中进士者又有数人，一门荣盛无比。不久陈省华因病求退，宋真宗授予其左谏议大夫，不再实际任职。陈省华再次请辞，宋真宗手写诏书慰问，仍然不许。景德三年（1006年），陈省华病死，年六十八岁，追赠太子少师。

## 家庭
- 妻：冯氏，性格严厉，教育诸子不得奢侈享受。以陈省华本官封上党郡君。陈省华死后，以长子陈尧叟本官封上党郡太夫人，后又进滕国太夫人[10]。
- 长子：陈尧叟，官至检校太尉、同平章事，充枢密使。追赠侍中，谥号“文忠”[11]。
- 次子：陈尧佐，官至同中书门下平章事、集贤殿大学士。以太子太师致仕，追赠司空兼侍中，谥号“文惠”[12]。
- 三子：陈尧咨，官至武信军节度使。追赠太尉，谥号“康肃”[13]。